# James Wolfe
James Wolfe (født 2. januar 1726, død 13. september 1759) var en engelsk general. 
Han kæmpede tappert i den østrigske arvefølgekrig, drog som general 1758 til Nordamerika og udmærkede sig her særlig ved erobringen af den franske fæstning Louisbourg. 1759 angreb han med 8000 mand Quebec, først gentagne gange forgæves fra østsiden, senere fra vestsiden, hvorved han tvang den franske kommandant Montcalm til en kamp, der kostede begge modstandere livet, men som blev en sejr for de engelske våben.
- James Wolfe, portræt ved Joseph Highmore.
- General Wolfes død ved Benjamin West.

- Wikimedia Commons har flere filer relateret til James Wolfe

1. ↑  Navnet er anført på engelsk og stammer fra Wikidata hvor navnet endnu ikke findes på dansk.